# Friedrich Joseph Coels von der Brügghen
Friedrich Joseph von Coels, (ab 1831: Friedrich Joseph Freiherr von Coels von der Brügghen; * 26. Oktober 1784 in Bonn; † 24. September 1856 in Paris) war preußischer Landrat und Polizeidirektor von Aachen.

## Leben und Wirken
Abstammend aus dem alten belgischem Adelsgeschlecht derer von Coels, war Friedrich Joseph von Coels der Sohn des kurkölnischen wirklichen Geheimrates Johann Heinrich Joseph August von Coels (1734–1790) und der Catharina Theresia Antonetta Josefine von Haes (1758–1835), die sich ein Jahr nach dem frühen Tod ihres Mannes in zweiter Ehe mit dem Kölner Bürgermeister Johann Jakob von Wittgenstein vermählte.
Nach Schule und Ausbildung war Friedrich Joseph von Coels im französischen Staatsdienst tätig und wurde bereits in jungen Jahren als Unterpräfekt in Jever eingesetzt. Nach Abzug der Franzosen im Jahr 1815 übernahm er die Leitung des Armeefuhrparkwesens und wurde Landesdeputierter für die Rheinprovinzen sowie Mitglied der Zentralkommission der Armee für das Rheinland und Westfalen in Köln. Mit Wirkung zum 1. Mai 1816 ernannte ihn die preußische Regierung zum Landrat des neugebildeten Kreises Blankenheim. Bereits zwei Jahre später wurde dieser Kreis aufgelöst und in den Kreis Gemünd integriert, woraufhin von Coels zum Landrat und Polizeidirektor des damaligen Stadtkreises Aachen berufen wurde. Dieses Amt übte der mittlerweile zum königlichen Kammerherrn und Geheimen Regierungsrat beförderte von Coels bis 1831 aus. Bis zu seiner endgültigen Pensionierung im Jahr 1848 war er noch in verschiedenen hoheitlichen Aufgaben tätig und verwaltete seine Besitztümer. Darüber hinaus wurde von Coels als Ritter in den Souveränen Malteserorden aufgenommen.
Im Jahr 1820 heiratete Friedrich Joseph von Coels Maria Eugenia Freiin von der Brügghen (* 1802), Tochter von Karl Joseph Robert Nepomuk Freiherr von der Brügghen (1767–1834), Erster Adjunkt und Beigeordneter Bürgermeister Aachens. Fünf Jahre später erwarb von Coels für seine Familie im Rahmen einer Zwangsversteigerung die Burg Wilhelmstein, welche zuvor im Besitz seines Schwiegervaters war und nun bis 1950 Eigentum der Familie von Coels von der Brügghen bleiben sollte. Darüber hinaus besaß er noch Rittergüter in Köln und Koblenz sowie im benachbarten Königreich Belgien und erwarb 1827 die Burg Frankenberg. Diese mittlerweile zu einer Ruine verkommene Anlage ließ er zwischen 1834 und 1838 umfassend sanieren und modernisieren. Nachdem von Coels 1831 in den Freiherrenstand erhoben worden war, übernahm er als Familiennamen zusätzlich auch den Namen seiner Frau und sein Familienzweig nannte sich fortan von Coels von der Brügghen.
Das Ehepaar hatte mehrere Kinder, darunter den Sohn Franz Hugo Balduin (1823–1885), der Maria Josepha van Houtem (* 1829) heiratete. Diese sind die Eltern des preußischen Beamten Franz Freiherr von Coels von der Brügghen (1858–1945) sowie der Marie-Luise von Coels von der Brügghen (1870–1959), Autorin zahlreicher lokalhistorischer und genealogischer Publikationen, v. a. in der Zeitschrift des Aachener Geschichtsvereins (ZAGV).
Friedrich Joseph Freiherr von Coels von der Brügghen fand seine letzte Ruhestätte auf dem Aachener Ostfriedhof.